# Stornycklar
Stornycklar (Orchis purpurea) är en orkidéart som beskrevs av William Hudson. Enligt Catalogue of Life och Dyntaxa ingår stornycklar i släktet nycklar och familjen orkidéer. Arten har ej påträffats i Sverige.

## Underarter
Arten delas in i följande underarter:
- O. p. caucasica
- O. p. purpurea

## Bildgalleri

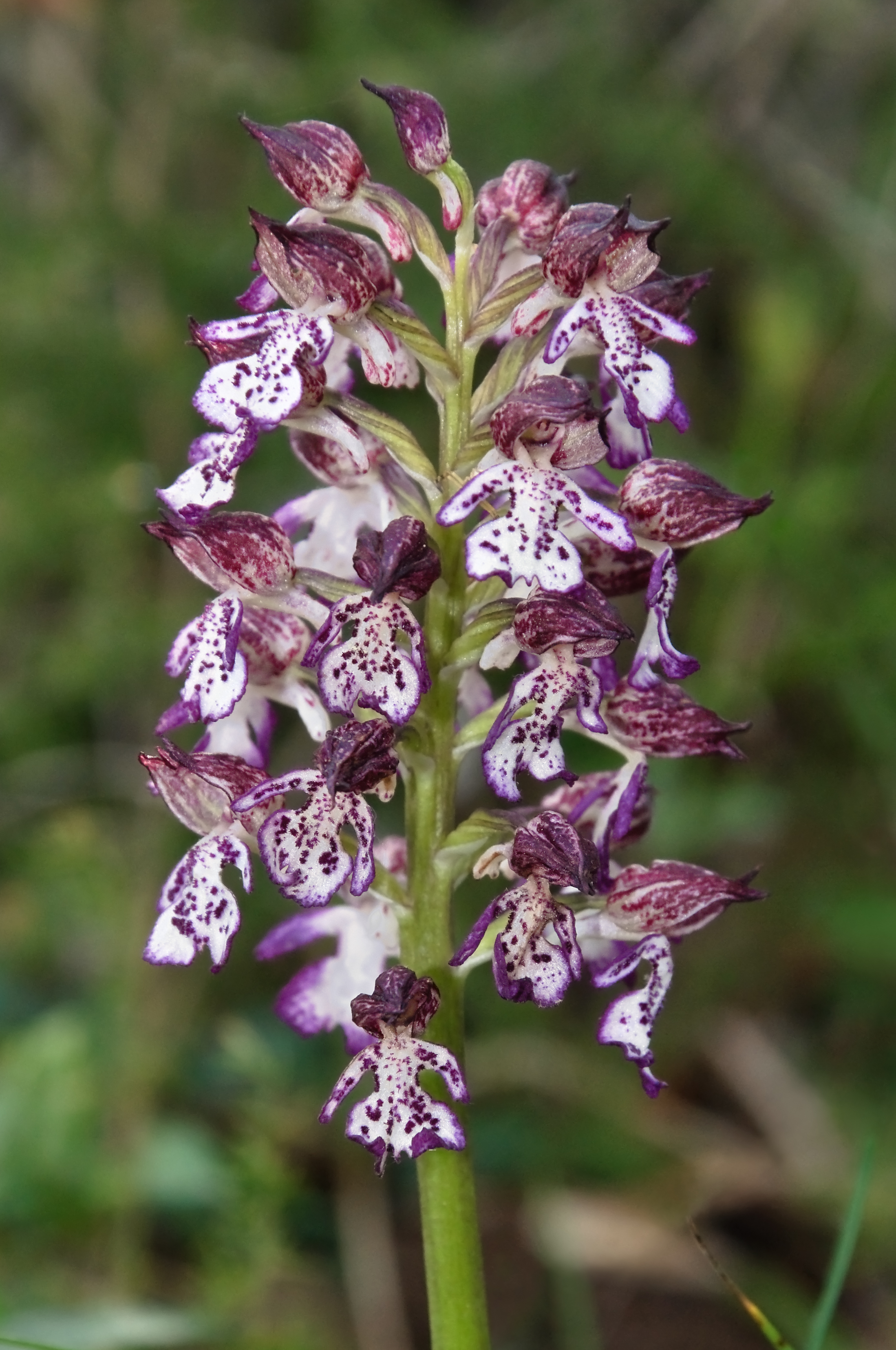
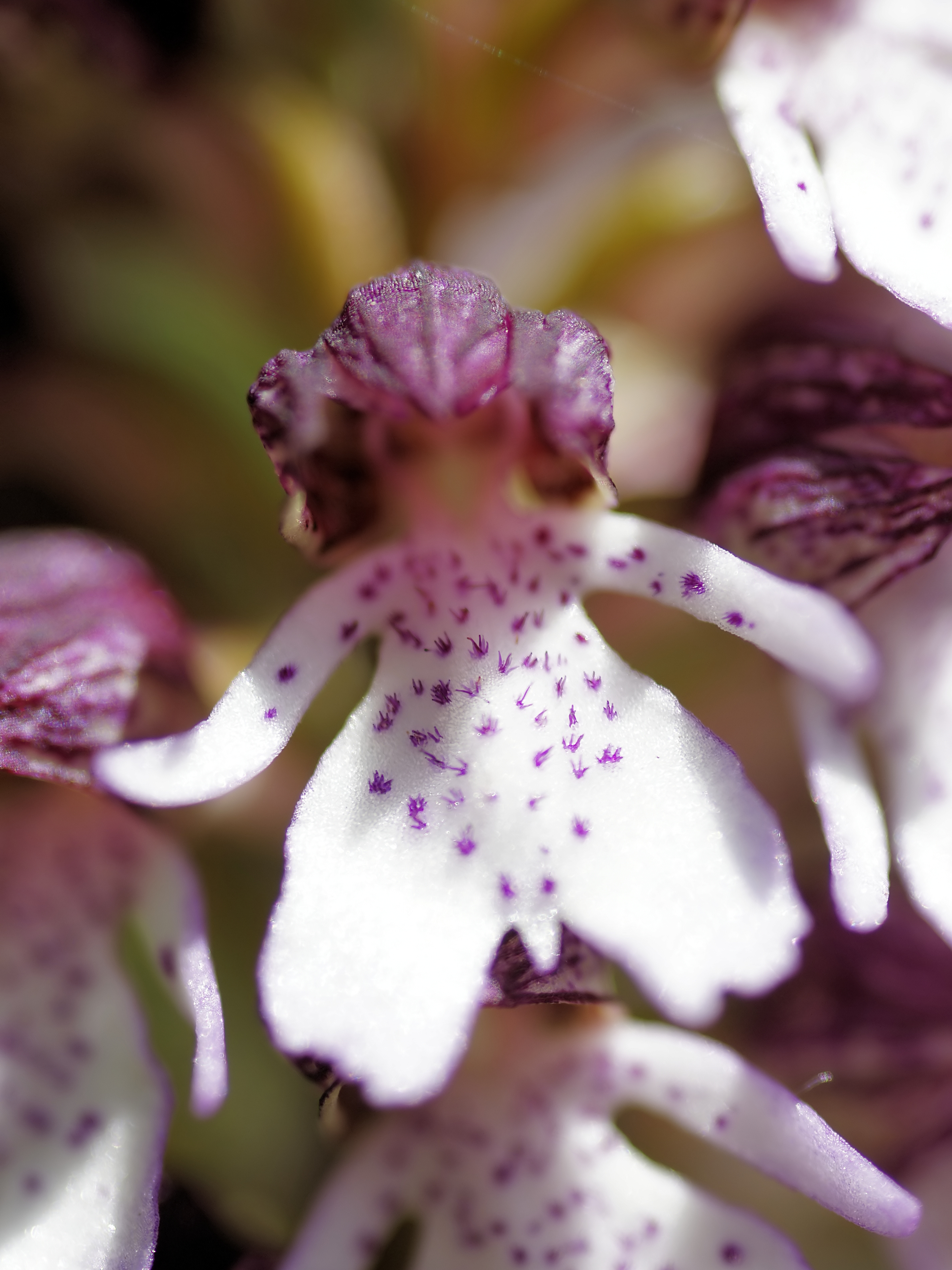
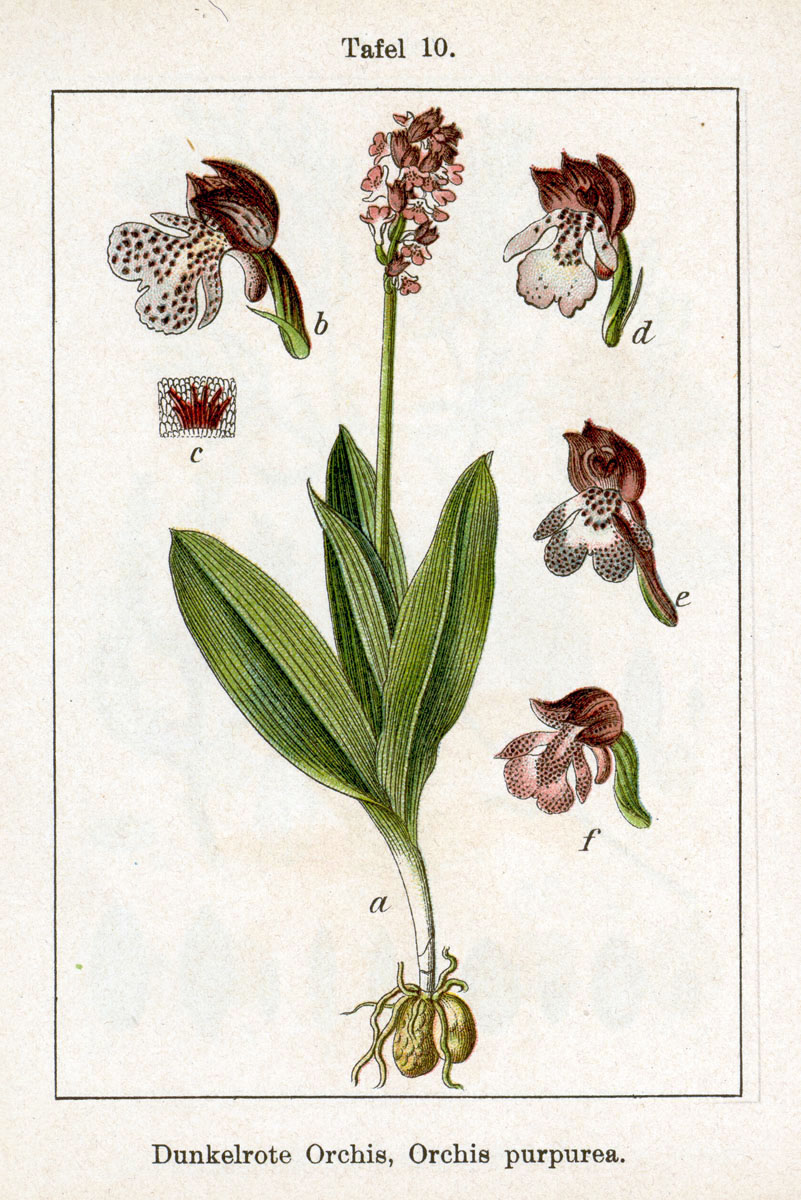
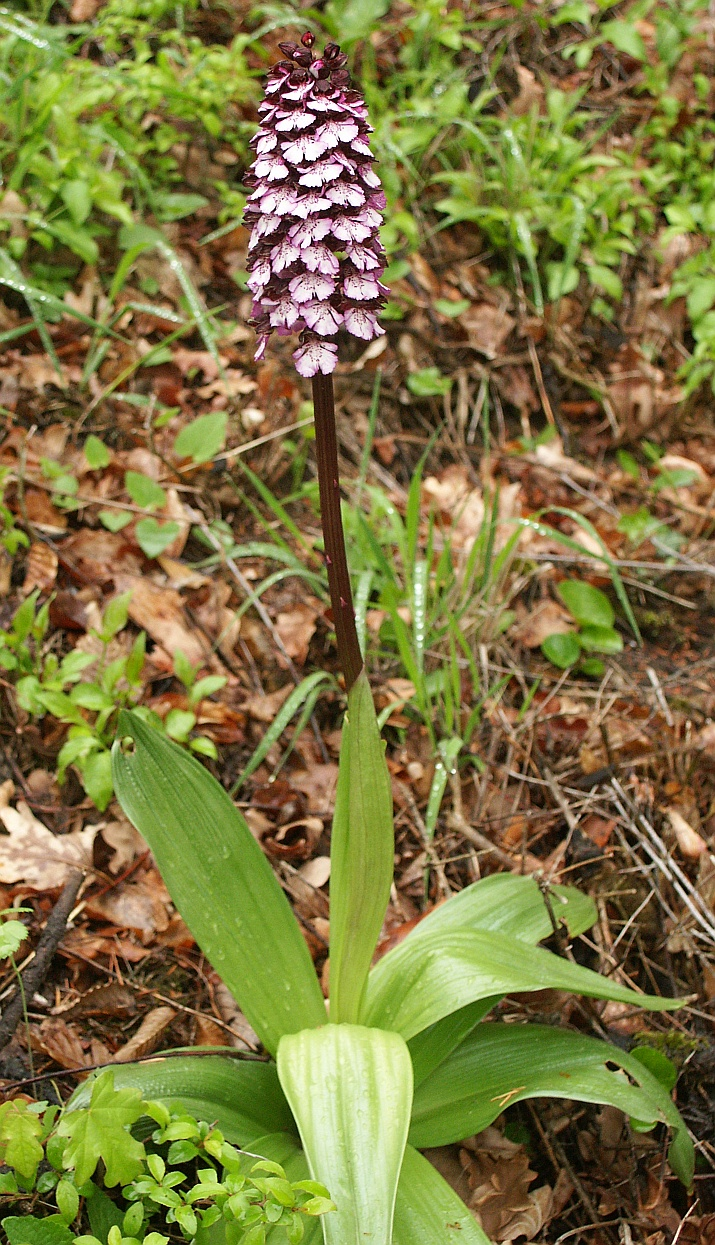
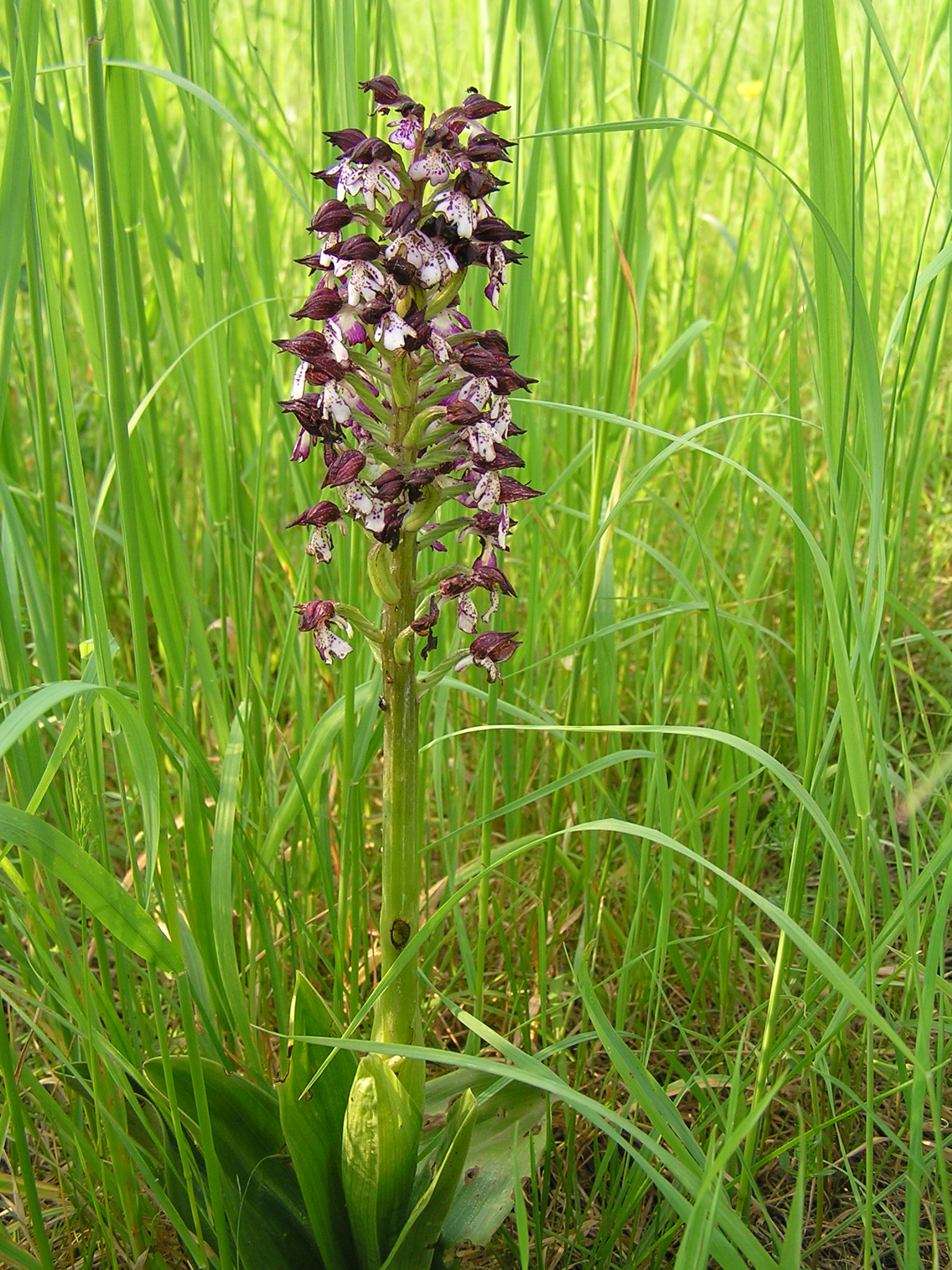
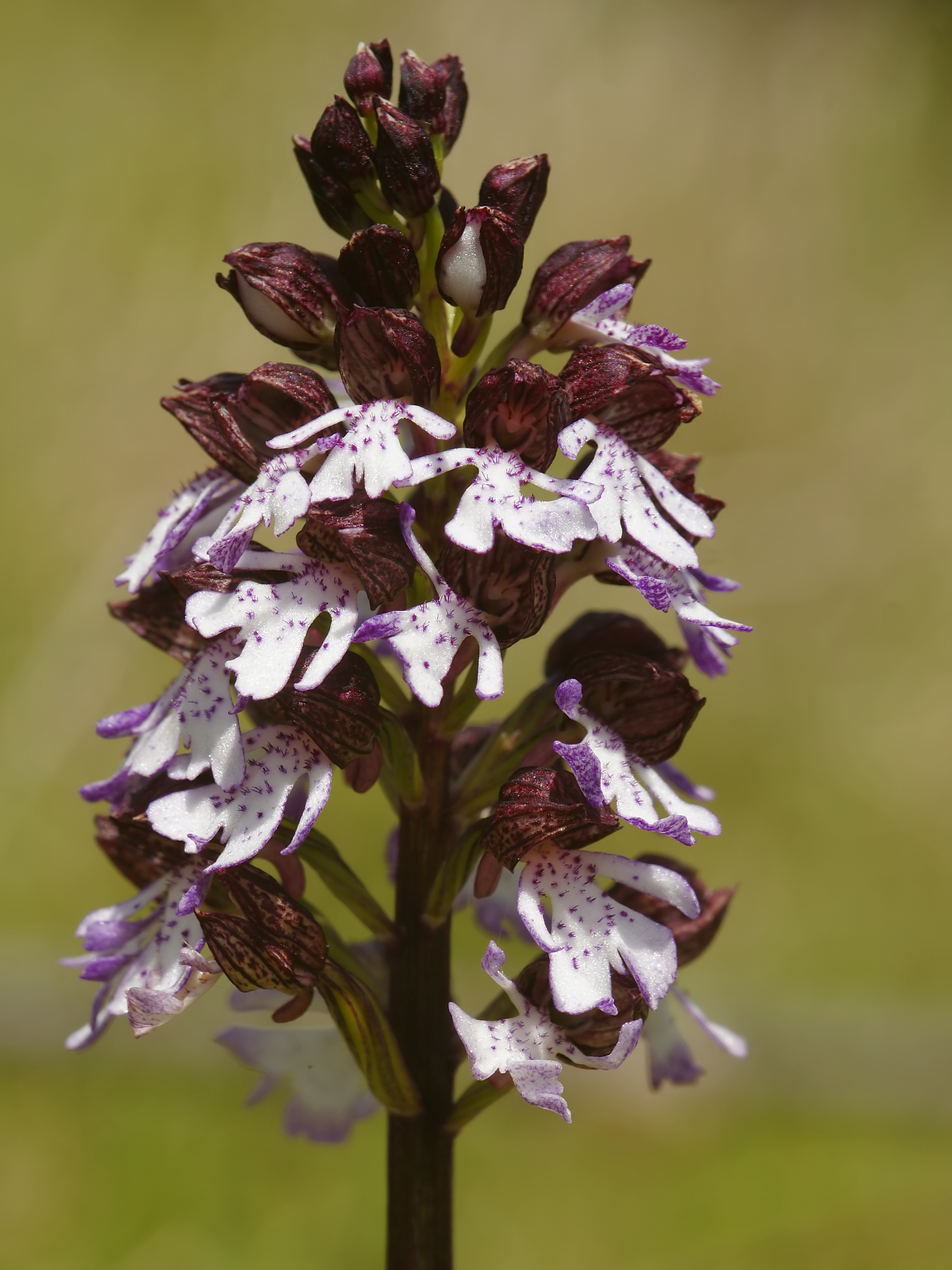